# Bianco dell'Empolese
Il Bianco dell'Empolese è un vino DOC la cui produzione è consentita nella provincia di Firenze.

## Caratteristiche organolettiche
- colore: giallo chiaro tendente al paglierino.
- odore: caratteristico.
- sapore: secco, armonico, fresco, delicato.

## Produzione
Provincia, stagione, volume in ettolitri
- nessun dato disponibile